# マクサンス・ラリュー
マクサンス・ラリュー (Maxence Larrieu、1934年10月27日 - ）はマルセイユ生まれのフランスのフルート奏者。10歳でマルセイユ音楽院に入学、ジャン＝ピエール・ランパルの父であるジョセフ・ランパルにフルートを学ぶ。 1958年、国際ジュネーブ国際音楽祭で最優秀賞を受賞。パリ・オペラ・コミック、パリオペラ座管弦楽団、リヨン国立高等音楽院、ジュネーブ音楽院教授を歴任。